# Перин Лафон
Перин Лафон (на френски: Périne Lafon) е френска състезателка в ски свободен стил.
Олимпийска шампионка на бабуни на зимните олимпийски игри в Пьонгчанг през 2018 г.
Ляфон носи първо злато за Франция в 26-годишната история на този спорт в олимпийската програма.
Дебютира в Световната купа през 2014 година, след като преди това се е пробвала за кратко в алпийския стил.

## Успехи
Световно първенство:
- Шампионка (1): 2017 Сиера Невада
  - Вицешампионка (1): 2017 Сиера Невада

Олимпиада:
- Шампионка (1): 2018 Пьонгчанг

## Олимпийски игри
| Олимпийски игри            | Място     | Държава    | дисциплина | класиране  |
| -------------------------- | --------- | ---------- | ---------- | ---------- |
| Зимни олимпийски игри 2018 | Пьонгчанг | Южна Корея | бабуни     | 1-во място |